# Pluxus
Pluxus ist der Name einer schwedischen Instrumentalgruppe aus Stockholm.
Pluxus besteht aus Sebastian Tesch, Adam Kammerland und Anders Ekert, und bis 2003 Björn Carlberg. Neben einigen Singles, EPs und Remixes hat Pluxus vier eigene Alben veröffentlicht. Die Band gründete 2000 zusammen mit dem Chef ihres früheren Labels, Slowball Records, das Label Pluxemburg, bei dem auch das Jeans Team und Andreas Tilliander veröffentlichen. Das Kölner Plattenlabel Kompakt hat 2008 Pluxus' viertes Album Solid State wiederveröffentlicht. Das Lied Transient aus diesem Album wurde in einem TV-Spot für den Ford Fiesta verwendet.

## Alben
- Fas 2 (1999)
- Och resan fortsätter här (2000)
- European Onion (2002)
- Solid State Pluxemburg (2006)
- Solid State Kompakt (2008)

## EP/Singles
- Pluxus 7" (1998)
- Agent tangent EP (2002)
- Transient EP (2008)